# Distrito electoral federal 9 de Guanajuato
El IX Distrito Electoral Federal de Guanajuato es uno de los 300 distritos electorales en los que se encuentra dividido el territorio de México para la elección de diputados federales y uno de los 15 en los que se divide el estado de Guanajuato. Su cabecera es la ciudad de Irapuato.
El IX Distrito Electoral de Guanajuato está formado por el sector oeste y sur del municipio de Irapuato, el resto del territorio municipio es integrante del Distrito IV.

## Distritaciones anteriores

### Distritación 1996 - 2005
Entre 1996 y 2005 el Noveno Distrito estaba constituido por el municipio de Irapuato íntegro.

## Diputados por el distrito
| Diputado                                                       | Grupo parlamentario | Legislatura   | Periodo     |
| -------------------------------------------------------------- | ------------------- | ------------- | ----------- |
| Higinio Nuñez                                                  |                     | III           | 1863 - 1865 |
| Blas Balcárcel                                                 |                     | IV            | 1867 - 1868 |
| J. Negrete Martínez                                            |                     | V             | 1869 - 1871 |
| Vacante                                                        | Vacante             | VI VII VIII   | 1871 - 1878 |
| Manuel Ibargüengoitia                                          |                     | IX            | 1878 - 1880 |
| José M. Mena                                                   |                     | X             | 1880 - 1882 |
| Francisco Vásquez                                              |                     | XI            | 1882 - 1884 |
| Vicente A. Fernández                                           |                     | XII           | 1884 - 1886 |
| Francisco G. Cosmes                                            |                     | XIII          | 1886 - 1888 |
| Francisco García Morales                                       |                     | XIV           | 1888 - 1890 |
| Manuel García Ramírez                                          |                     | XV XVI        | 1890 - 1894 |
| Cecilio Estrada                                                |                     | XVII          | 1894 - 1896 |
| Cecilio Escandón                                               |                     | XVIII         | 1896 - 1898 |
| Jesús Loera                                                    |                     | XIX XX XXI    | 1898 - 1904 |
| Ramón Huerta                                                   |                     | XXII          | 1904 - 1906 |
| Vacante                                                        | Vacante             | XXIII         | 1906 - 1908 |
| Francisco Fernández Ibarra                                     |                     | XXIV XXV      | 1908 - 1912 |
| José María de la Vega                                          |                     | XXVI          | 1912 - 1913 |
| Manuel G. Aranda Valvidia                                      |                     | Constituyente | 1916 - 1917 |
| Luis Fernández Martínez                                        | Izquierdista        | XXVII         | 1917 - 1918 |
| Francisco Orozco Muñoz                                         | CPIR                | XXVIII        | 1918 - 1920 |
| Liborio Crespo                                                 |                     | XXIX          | 1920 - 1922 |
| Federico Medrano                                               |                     | XXX           | 1922 - 1924 |
| Federico Medrano Valdivia                                      |                     | XXXI          | 1924 - 1926 |
| José González                                                  |                     | XXXII         | 1926 - 1928 |
| Federico Medrano Valdivia                                      | PRG                 | XXXIII        | 1928 - 1930 |
| Ramón V. Santoyo                                               |                     | XXXIV         | 1930 - 1932 |
| Luis Martínez Fernández                                        |                     | XXXV          | 1932 - 1934 |
| José Martínez Vértiz                                           |                     | XXXVI         | 1934 - 1937 |
| Pascual Alcalá                                                 |                     | XXXVII        | 1937 - 1940 |
| Reynaldo Lecona Soto                                           |                     | XXXVIII       | 1940 - 1943 |
| El IX distrito es suprimido en 1943. Fue restablecido en 1961. |                     |               |             |
| Enrique Rangel Meléndez                                        |                     | XLV           | 1961 - 1964 |
| Antonio Vázquez Pérez                                          |                     | XLVI          | 1964 - 1967 |
| Enrique Rangel Meléndez                                        |                     | XLVII         | 1967 - 1970 |
| Luis H. Ducoing Gamba                                          |                     | XLVIII        | 1970 - 1973 |
| José Mendoza Lugo                                              |                     | XLIX          | 1973 - 1976 |
| Donaciano Luna Hernández                                       |                     | L             | 1976 - 1979 |
| Guadalupe Rivera Marín                                         |                     | LI            | 1979 - 1982 |
| Salvador Rocha Díaz                                            |                     | LII           | 1982 - 1985 |
| María Luisa Mendoza                                            |                     | LIII          | 1985 - 1988 |
| María Esther Valiente Govea                                    |                     | LIV           | 1988 - 1991 |
| Juan Ignacio Torres Landa                                      |                     | LV            | 1991 - 1994 |
| Jaime Martínez Tapia                                           |                     | LVI           | 1994 - 1997 |
| Ricardo Ortiz Gutiérrez                                        |                     | LVII          | 1997 - 2000 |
| Francisco Javier Chico Goerne                                  |                     | LVIII         | 2000 - 2003 |
| Consuelo Camarena Gómez                                        |                     | LIX           | 2003 - 2006 |
| Marcela Cuen Garibi                                            |                     | LX            | 2006 - 2009 |
| Sixto Alfonso Zetina Soto                                      |                     | LXI           | 2009 - 2012 |
| Alejandro Rangel Segovia                                       |                     | LXII          | 2012 - 2015 |
| Yulma Rocha Aguilar                                            |                     | LXIII         | 2015 - 2018 |
| Janet Melanie Murillo Chávez                                   |                     | LXIV          | 2018 - 2021 |
| Jorge Romero Vázquez                                           |                     | LXV           | 2021 - 2021 |
| José Salvador Tovar Vargas                                     |                     | LXV           | 2021 - 2024 |

## Resultados electorales

### 2009
| Elecciones federales de 2009                                                                                       | Elecciones federales de 2009                   | Elecciones federales de 2009 | Elecciones federales de 2009 | Elecciones federales de 2009 | Elecciones federales de 2009 |
| Partido/Coalición                                                                                                  | Partido/Coalición                              | Candidato                    | Candidato                    | Votos                        | Porcentaje                   |
| --- | ---------------------------------------------- | ---------------------------- | ---------------------------- | ---------------------------- | ---------------------------- |
| | Partido Acción Nacional                        |                              | Sixto Alfonso Zetina Soto    | 55,134                       | 45.52%                       |
| | Partido Revolucionario Institucional           |                              | Armando Uribe Valle          | 41,441                       | 34.21%                       |
| | Partido de la Revolución Democrática           |                              | Marcela Razo Guevara         | 3,429                        | 2.83%                        |
| | Coalición Salvemos a México (PT, Convergencia) |                              | Félix Ornelas Villalobos     | 2,531                        | 2.09%                        |
| | Partido Verde Ecologista de México             |                              | José Amin Palomino Cerezo    | 9,149                        | 7.55%                        |
| | Nueva Alianza                                  |                              | José Luis Arias Ríos         | 3,149                        | 2.6%                         |
| | Partido Socialdemócrata                        |                              | Humberto Ramos               | 1,254                        | 1.04%                        |
| | No registrados                                 | No registrados               | No registrados               | 99                           | 0.08%                        |
| | Nulos                                          | Nulos                        | Nulos                        | 4,944                        | 4.08%                        |
| Total | Total                                          | Total                        | Total                        | 121,130                      | 100%                         |
| Fuente: https://web.archive.org/web/20120829072934/http://www2.ife.org.mx/documentos/RESELEC/SICEEF/principal.html |                                                |                              |                              |                              |                              |